# The Pas
The Pas (franska: Le Pas) är en ort i Kanada.   Den ligger i provinsen Manitoba, i den centrala delen av landet, 2 000 km väster om huvudstaden Ottawa. The Pas ligger 267 meter över havet och antalet invånare är 6 055.
Terrängen runt The Pas är mycket platt. Runt The Pas är det mycket glesbefolkat, med 2 invånare per kvadratkilometer.. Det finns inga andra samhällen i närheten. 
Trakten runt The Pas består till största delen av jordbruksmark.